# ویلای تابستانی

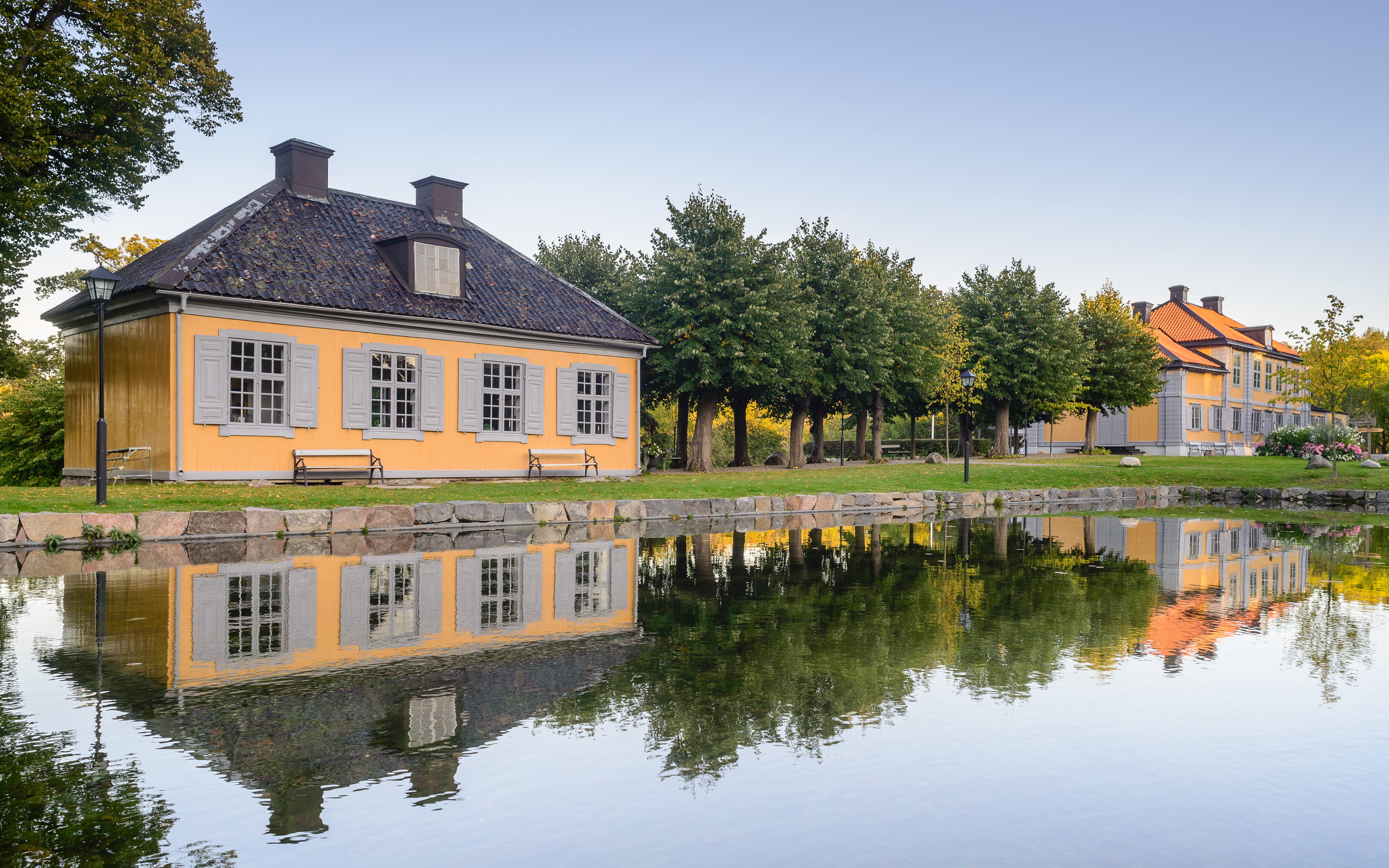
نگاره‌ای از یک ویلای تابستانی در بخش ناککا در در شهرستان استکهلم، سوئد.

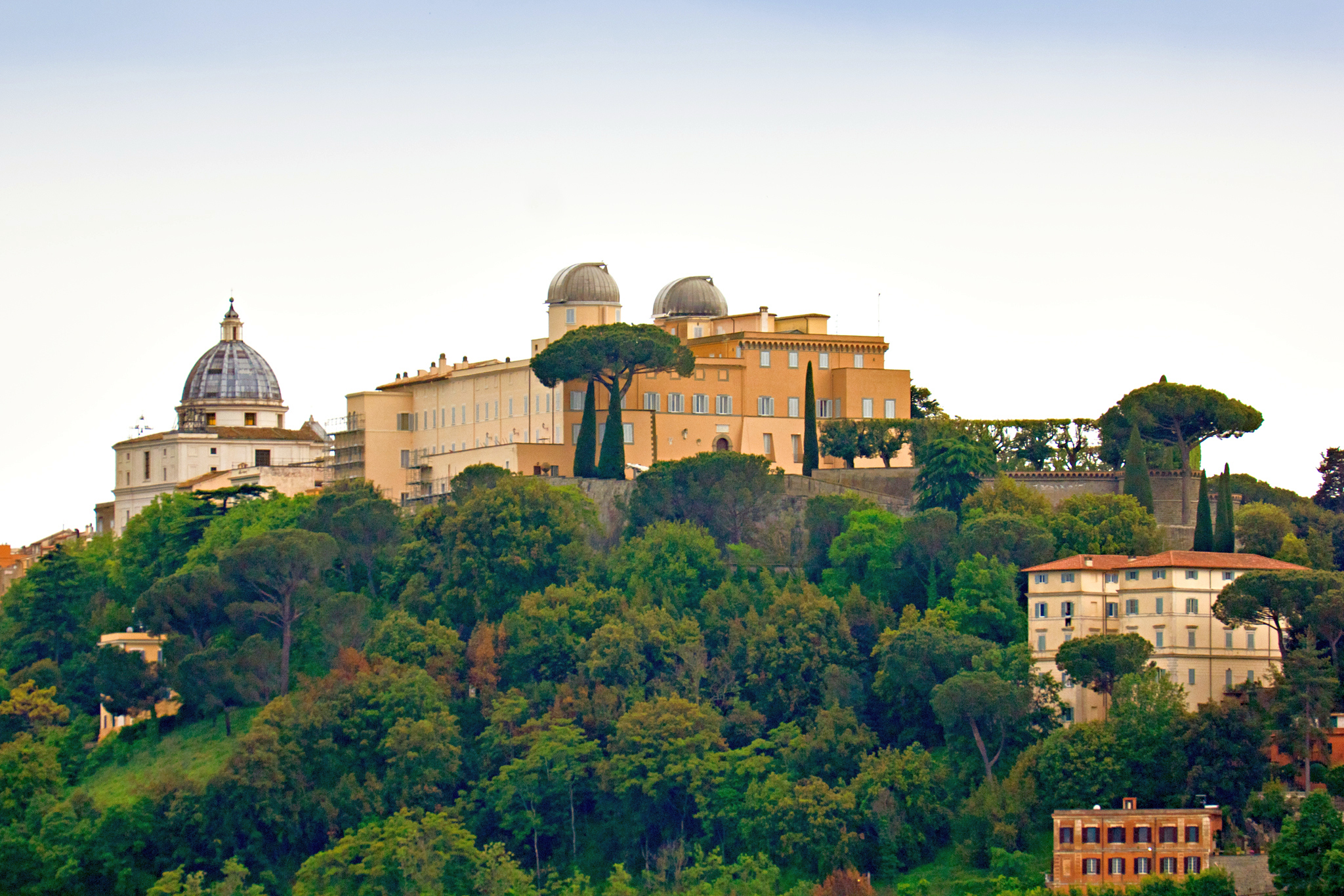
نمایی از کاخ کاستل گاندولفو، ویلای تابستانی پاپ در کاستل گاندولفو، ایتالیا.

ویلای تابستانی (به سوئدی: Sommarvilla)، به یک خانه و یا اقامتگاهی گفته می‌شود که معمولاً توسط برخی افراد و یا خانواده‌های متمول در طول فصل تابستان به عنوان مسکن دوم استفاده می‌شود.
از اواخر قرن هجدهم، خانواده‌های مرفه اقدام به احداث ویلاهای تابستانی بزرگ‌تر نمودند. این امر به منظور فرار از مراکز شهری پرتراکم و فاقد بهداشت مناسب در طول ماه‌های گرم سال صورت می‌گرفت. با این حال، توسعه‌ی زمین‌های مسکونی ساحلی و استقبال از آن میان خانواده‌های پرجمعیت عمدتاً به اواخر قرن نوزدهم و قرن بیستم بازمی‌گردد.